# US Marseille Endoume
Union Sportive Marseille Endoume Catalans là một đội bóng đá Pháp thành lập năm 1925. Họ có trụ sở tại Marseille, Pháp. Họ chơi tại Stade le Cesne ở Marseille, có sức chứa 3.500.
Endoume lọt vào vòng 1/16 t1987-88 Coupe de France, thua 6-3 chung cuộc trước La Roche VF. Câu lạc bộ cũng lọt vào vòng 1/32 của 1995-96 Coupe de France, nơi họ thi đấu với đối thủ cùng địa phương Olympique de Marseille.